# 小笠原広朝
小笠原 広朝（おがさわら ひろとも、？ - 慶長8年（1603年）旧暦5月4日）は、安土桃山時代から江戸時代初期の武将。通称は信吉、官位は越中守。小笠原広重の次男で小笠原信元の同母弟。小笠原権之丞の養父。

## 人物
徳川家康に仕え、天正年間に大久保忠世の与力となり、信濃国上田城の戦いに参加した。天正19年（1591年）の奥州仕置において、豊臣秀吉の命を受けた家康が葛西大崎一揆の鎮定に出動した際は、海上から物資の輸送を担当した。
慶長5年（1600年）の関ヶ原の戦いでは、西軍に属した九鬼嘉隆への抑さえとして、千賀重親・松平家信や兄の信元、外従兄の小笠原広勝とともに尾張国知多郡毛呂崎城（師崎城）を守備した。またその戦後処理において、秀吉が瀬戸内海の塩飽衆や伊勢の会合衆に宛てて発給した朱印状を家康が踏襲する手続きの奉者を務めた。また大坂城下において淀川の舟奉行を務めた。兄の信元が上総国富津で新領を安堵されたのに対し、旧領の三河国幡豆郡寺部領を承継したほか、紀伊国沿岸での船の諸役を免除される特権も与えられた。同8年（1603年）没（異説では同16年（1611年）没）。法名は良勝。